# 마루야마 가리나
마루야마 가리나(일본어: 丸山 桂里奈, 1983년 3월 26일 ~ )는 일본의 은퇴한 여자 축구 선수이다.

## 국가대표팀 경력
그녀는 2002년 아시안 게임에 참가할 일본 국가대표팀에 발탁되었으며, 10월 2일 조선민주주의인민공화국와의 경기에서 데뷔했다. 2번의 FIFA 여자 월드컵, 3번의 하계 올림픽에도 출전했다. 2011년 FIFA 여자 월드컵 우승, 2012년 하계 올림픽 은메달, 2014년 AFC 여자 아시안컵 우승. 2011년 월드컵때 개최국 독일(2003년과 2007년 대회에서 2회 연속 우승)와의 8강전에서는 연장 후반 선제골을 기록, 1-0로 승을, 일본이 우승을 달성하는데 크게 기여하였다. 그녀는 2014년까지 국제 A매치 79경기에 출전, 14득점을 넣었다.

## 통계
| 일본 | 일본 | 일본 |
| 연도 | 출전 | 득점 |
| ---- | ---- | ---- |
| 2002 | 5    | 0    |
| 2003 | 12   | 6    |
| 2004 | 11   | 3    |
| 2005 | 3    | 0    |
| 2006 | 9    | 1    |
| 2007 | 1    | 0    |
| 2008 | 17   | 3    |
| 2009 | 2    | 0    |
| 2010 | 0    | 0    |
| 2011 | 8    | 1    |
| 2012 | 5    | 0    |
| 2013 | 4    | 0    |
| 2014 | 2    | 0    |
| 통산 | 79   | 14   |